# Фрасинета (Болоња)
Фрасинета (итал. Frassineta) је насеље у Италији у округу Болоња, региону Емилија-Ромања.
Према процени из 2011. у насељу је живело 76 становника. Насеље се налази на надморској висини од 573 м.